# Pleurozium schreberi
Pleurozium schreberi este un mușchi, cu un model de creștere liber. Nume rădăcinii  provine din latinescul pleuro referindu-se la coaste/nervuri, eventual, descriind modul în care are loc ramificarea acestei părți din tulpină.
Specie se dezvoltă la etajul pădurilor boreale din Canada, Scandinavia și nordul Rusiei, uneori mai la sud.